# Campionati del mondo di atletica leggera indoor 2018 - 400 metri piani maschili
I 400 m si sono tenuti il 2 ed il 3 marzo. Sono iscritti alla competizione 47 atleti, ma sono partiti in 46 (assente alle batterie Mazen Mawtan Al-Yasen).